# Stagmatophora
Stagmatophora ist eine Gattung der Schmetterlinge aus der Familie der Prachtfalter (Cosmopterigidae).

## Merkmale
Die Falter sind klein und haben lanzettliche Vorderflügel mit einem spitzen Apex. Die Grundfärbung der Vorderflügel reicht von rötlich orange bis dunkelbraun. Zur Flügelzeichnung gehören Costalflecke oder -binden, häufig sind auch erhabene Flecke vorhanden. Eine Fransenlinie ist entweder angelegt oder fehlt. Die Hinterflügel sind sehr schmal.
Bei den Männchen ist das Tegumen gut ausgebildet. Die Brachia sind stark asymmetrisch: Das rechte Brachium ist viel länger als das linke. Die Valven sind breit und rundlich. Die rechte Valvella ist größer als die linke. Der Aedeagus hat eine knollenförmige Basis und einen langen, röhrenförmigen distalen Teil.
Bei den Weibchen sind die Apophyses posteriores länger als die Apophyses anteriores. Das Sterigma ist rundlich. Der Ductus bursae ist schmal und membranös. Das Corpus bursae ist länglich, membranös und hat zwei innen hervorstehende Signa.

## Verbreitung
Die Vertreter der Gattung sind in Europa, Südafrika, Asien und Australien beheimatet.

## Biologie
Die einzige in Europa beheimatete Art Stagmatophora heydeniella frisst an Lippenblütlern (Lamiaceae).

## Systematik
Die Typusart der Gattung ist Oecophora heydeniella Fischer von Röslerstamm, 1841.
In der Vergangenheit wurden viele Arten anderen Gattungen zugeordnet, beispielsweise Eteobalea, Vulcaniella, Isidiella, Hodgesiella und Tolliella. Nach S. Yu. Sinev ist nur S. heydeniella sicher der Gattung Stagmatophora zuzuordnen. Bei allen weiteren derzeit zu dieser Gattung gestellten Arten ist die Zugehörigkeit nach S. Yu. Sinev unsicher, diese sind daher mit einem Fragezeichen gekennzeichnet.
- Stagmatophora heydeniella (Fischer Roeslerstamm, [1841]) – (Europa)
- ? Stagmatophora acanthodes Meyrick, 1933  – Uttar Pradesh (Indien)
- ? Stagmatophora basanistis Meyrick, 1909  – Kapprovinz (Südafrika)
- ? Stagmatophora clinarcha Meyrick, 1921  – Queensland (Australien)
- ? Stagmatophora diakonoffi Viette, 1968  – Madagaskar
- ? Stagmatophora diversoplaga Legrand, 1965  – Seychellen
- ? Stagmatophora erebinthia Meyrick, 1921  – Fidschi
- ? Stagmatophora haploceros Turner, 1926  – Queensland (Australien)
- ? Stagmatophora leptarga Meyrick, 1914  – Taiwan
- ? Stagmatophora niphocrana Turner, 1926  – Queensland (Australien)
- ? Stagmatophora notoleuca Turner, 1923  – Queensland (Australien)
- ? Stagmatophora phalacra Meyrick, 1909  – Transvaal (Südafrika)
- ? Stagmatophora pilana Meyrick, 1913  – Transvaal (Südafrika)
- ? Stagmatophora rotalis Meyrick, 1910  – Borneo
- ? Stagmatophora trimitra Meyrick, 1913  – Transvaal (Südafrika)
- ? Stagmatophora urantha Meyrick, 1914  – Taiwan

## Belege
1. 1 2 3 4 5 6  J. C. Koster, S. Yu. Sinev: Momphidae, Batrachedridae, Stathmopodidae, Agonoxenidae, Cosmopterigidae, Chrysopeleiidae. In: P. Huemer, O. Karsholt, L. Lyneborg (Hrsg.): Microlepidoptera of Europe. 1. Auflage. Band 5. Apollo Books, Stenstrup 2003, ISBN 87-88757-66-8, S. 137 (englisch).
2. ↑  Stagmatophora bei Fauna Europaea. Abgerufen am 2. Februar 2012
3. ↑  S. Yu. Sinev (2002): World catalogue of cosmopterigid moths (Lepidoptera: Cosmopterigidae). Proceedings of the Zoological Institute, St. Petersburg, Band 293, S. 151–152